# (1700) Zvezdara
(1700) Zvezdara – planetoida z grupy pasa głównego asteroid okrążająca Słońce w ciągu 3 lat i 230 dni w średniej odległości 2,36 au. Została odkryta 27 sierpnia 1940 roku w obserwatorium w Belgradzie przez Petara Đurkovicia. Nazwa planetoidy pochodzi od serbskiego słowa oznaczającego obserwatorium i odnosi się do Zvezdary, dzielnicy Belgradu, gdzie w 1934 roku założono obserwatorium astronomiczne. Przed nadaniem nazwy planetoida nosiła oznaczenie tymczasowe (1700) 1940 QC.